# Robert De Veen
Robert De Veen (Bruges, 25 de març de 1886 - Bruges, 8 de desembre de 1939) fou un futbolista belga de les dècades de 1900 i 1910.
Fou 23 cops internacional amb la selecció belga de futbol, amb la qual marcà 26 gols, rècord de la selecció entre 1906 (quan superà Pierre Destrebecq) fins 1938 (quan fou superat per Bernard Voorhoof). Pel que fa a clubs, defensà els colors del Club Brugge. Fou entrenador de clubs com Racing de Tournai, RC Lens, Olympique Lillois i Club Brugge.